# Mohammed Hasan Alwan
Mohammed Hasan Alwan (arabe : محمد حسن علوان) , né le 27 août 1979 à Riyad, est un écrivain saoudien. Il vit actuellement au Canada. Plusieurs de ses livres ont été récompensés.

## Biographie
Mohammad Hasan Alwan est né en 1979 à Riyad, en Arabie saoudite. Il étudie à l'université de Portland (États-Unis) où il obtient une maîtrise en administration des affaires (MBA) en 2008.
En 2009, dans le cadre de « Beyrouth capitale mondiale du livre 2009 », il participe au projet « Beyrouth 39 ».
En 2015, il est lauréat du prix de littérature arabe pour son livre القندس (al-qundus),, traduit en français sous le titre Le Castor.
En 2017, il reçoit le prix international de la fiction arabe pour son livre موت صغير (mawt ṣaghir).

## Œuvres
- Saqf Elkefaya (2002)
- Sofia (2004)
- Touq Altahara (2007)
- Al-qundus (2011)
- Mawt Saghir (2017)